# Туга за домом
Туга за домом - це стрес, спричинений перебуванням далеко від дому. Відмінною рисою є постійні думки про дім та об’єкти, до яких людина прив’язана. Страждаючі зазвичай повідомляють про поєднання депресивних та тривожних симптомів, відстороненої поведінки та труднощів зосередити увагу на темах, не пов’язаних з домом. Туга за домом спостерігається у дітей та дорослих.  Людина, яка переживає цей стан, може здійснити коротку поїздку до місця поблизу, наприклад, до літнього табору, або людина може здійснити тривалу поїздку чи переїхати до іншої країни. 
У своїй легкій формі туга за домом спонукає до розвитку навичок боротьби зі стресом та мотивує здорову поведінку прив’язаності до чогось, наприклад, відновлення контакту з коханими. Дійсно, майже всі люди сумують за чимось удома, коли вони відсутні, що робить тугу за домом майже універсальним досвідом. Однак сильна туга за домом може бути болючою та виснажливою. 

## Історичні посилання
Туга за домом - це давнє явище, яке згадується як у старозавітних книгах Виходу, так і в Псалмі 137: 1 ("Біля річок Вавилону ми там сиділи, та й плакали, згадуючи Сіон"), а також в " Одіссеї Гомера", у початковій сцені Афіна сперечається із Зевсом, щоб повернути Одіссея додому, бо він сумує за домом ("... туга за дружиною та поверненням додому ..."). Грецький лікар Гіппократ (приблизно 460–377 рр. До н. Е.) Вважав, що туга за домом, яку також називають «хеймве» (від німецького «Heimweh») або «ностальгічна реакція», була спричинена надлишком чорної жовчі в крові. В недавній історії про тугу за домом вперше згадується, коли швейцарці довго перебували за кордоном у Європі ("Хеймве") в документі, датованому 1651 р. Це було нормальним явищем серед багатьох поширених швейцарських найманців, які служили в різних країнах і багатьом правителям по всій Європі в той час. Для них це було не рідкістю, коли вони довгі роки перебували далеко від дому і, якщо пощастило, поверталися додому, якщо ще живі. Вперше це явище, як вважалося, впливало тільки на швейцарців, доки воно не було переглянуте, ймовірно, спричинене великими міграційними потоками по всій Європі, що свідчать про ті самі симптоми, і, так туга за домом опинилася у Німецькій медичній літературі в 19 столітті.
Американські сучасні історії, такі як Сьюзен Дж. Метт “ Туга за домом: Американська історія”, красномовно описує досвід туги за домом у колоністів, іммігрантів, видобувачів золота, солдатів, дослідників та інших, які проводять час далеко від дому. Спочатку відома, як ураження мозку, туга за домом тепер є формою нормативної психопатології, яка відображає силу прив’язаності людини до дому, рідної культури та близьких, а також її здатність регулювати свої емоції та пристосовуватися до новизни. Міжкультурні дослідження, в яких населення настільки різноманітне, як біженці та учні шкіл-інтернатів, свідчать про значну згоду щодо визначення туги за домом. Додаткові історичні точки зору за тугою за домом та прив’язаністю до місця можна знайти у книгах Ван Тілбурга та Вінгергоетса, Метта, та Вільямса. 

## Діагностика та епідеміологія
Тоді як тривожний розлад викликаний розлукою характеризується "недоречним та надмірним страхом або тривогою щодо розлуки з тими, до кого людина прив'язана". Симптоми туги за домом найпомітніші після розлуки і включають як депресію, так і тривожність. З точки зору ДСП (діагностичний і статистичний посібник з психічних розладів), туга за домом може бути пов’язана з Тривожним Розладом Викликаним Розлукою, але її найкраще класифікувати як розлад адаптації зі змішаною тривогою та депресивним настроєм (309,28), або, для іммігрантів та іноземних студентів, як V62.4, складність акультурації. Як зазначалося вище, дослідники використовують наступне визначення: "Туга за домом - це страждання або погіршення стану, спричинені фактичним або передбачуваним розлученням з домом. Його пізнавальна відмітна риса - це зайнятість думок про будинок та прив’язаність". Останні патогенні моделі підтримують можливість того, що туга за домом відображає як невпевненість у прив’язаності, так і різноманітність емоційних та когнітивних вразливостей, таких як невеликий попередній досвід поза домом та негативне ставлення до нового середовища. 
Поширеність туги за домом дуже різниться залежно від досліджуваної сукупності та способу вимірювання туги за домом. Одним із способів концептуалізації поширеності туги за домом є функція тяжкості. Майже всі люди сумують за чимось удома, коли їх немає, тож абсолютна поширеність туги за домом близька до 100%, переважно у легкій формі. Приблизно 20% студентів університетів та дітей у літньому таборі оцінюють себе на рівні або вище середньої точки на числових рейтингових шкалах тяжкості туги за домом. І лише 5–7% студентів та туристів відзначають інтенсивну тугу за домом, пов’язану з важкими симптомами тривоги та депресії. Однак у несприятливому середовищі, такому як лікарня чи поле бою, спостерігається сильніший сум за домом. В одному дослідженні 50% дітей оцінили себе в середній точці або вище за числовою шкалою інтенсивності туги за домом (порівняно з 20% дітей у літньому таборі). Солдати повідомляють про ще більш інтенсивну тугу за домом, іноді це призводить до суїцидальних думок. Неприйнятні елементи навколишнього середовища, такі як травми, пов'язані з війною, посилюють тугу за домом та інші проблеми психічного здоров'я. Підсумовуючи, туга за домом - це нормативна патологія, яка може набувати клінічного значення у своїй середній та важкій формах. 

## Ризик та захисні фактори
Новоспечені солдати іноді відчувають тугу за домом, коли перебувають у армійському таборі .
Фактори ризику (конструкції, що підвищують ймовірність або інтенсивність туги за домом) та захисні фактори (конструкції, що зменшують ймовірність або інтенсивність туги за домом) різняться залежно від чисельності населення. Наприклад, моряки на борту, стресові фактори, пов'язані з лікарнею, військовим табором або іноземною країною, можуть посилити тугу за домом та ускладнити лікування. Однак фактори ризику та захисні фактори виходять за межі віку та середовища.

### Фактори ризику
Фактори ризику туги за домом діляться на п’ять категорій: досвід, особистість, сім’я, ставлення та оточення. Про деякі з цих факторів у дорослих відомо більше, особливо про особистісні фактори, оскільки було проведено більше досліджень за сумою за домом серед старших груп населення. Однак все більший обсяг досліджень з’ясовує причинно-наслідковий зв’язок туги за домом у молодих груп населення, включаючи дітей у літньому таборі, госпіталізованих дітей та студентів. 
- Фактори досвіду: молодший вік; невеликий попередній досвід поза домом; незначний або взагалі відсутність попереднього досвіду в новому середовищі та без первинних опікунів.
- Фактори ставлення: Віра в те, що туга за домом буде сильною; негативні перші враження та низькі очікування щодо нового середовища; відчутна відсутність соціальної підтримки; високі вимоги (наприклад, до академічних, професійних чи спортивних результатів); велика відстань від дому
- Фактори особистості: Небезпечні відносини прив’язаності з первинними опікунами; низький рівень сприйняття часу та характеру розлуки з домом; тривожні або пригнічені почуття за місяці до розставання; низька самонаправленість; високе уникнення шкоди; жорсткість; стиль подолання «прийняття бажаного за дійсне».
- Сімейні фактори: контроль прийняття рішень (наприклад, опікуни, які змушують маленьких дітей проводити час поза домом проти їхніх бажань);

### Захисні фактори
Фактори, що пом'якшують поширеність або інтенсивність туги за домом, по суті є оберненими до вищезазначених факторів ризику. Ефективне подолання (розглянуте в наступному розділі) також зменшує інтенсивність туги за домом з часом. Однак до розлуки з домом можна визначити ключові захисні фактори. Позитивне узгодження розлуки з домом, як правило, пов'язано з наступними факторами:
- Фактори досвіду: Літній вік; значний попередній досвід поза домом; попередній досвід у новому середовищі та без первинних опікунів.
- Фактори ставлення: Віра в те, що туга за домом буде м’якою; позитивні перші враження та великі очікування щодо нового середовища; сприйняття соціальної підтримки; низький рівень сприйняття вимог (наприклад, щодо академічної чи професійної діяльності); невелика відстань від дому
- Фактори особистості: надійні відносини прив’язаності з первинними опікунами; сильний контроль над часом та характером розлуки з домом; хороше психічне здоров’я за місяці до розлуки; висока самонаправленість; пошук пригод; гнучкість; інструментальний стиль подолання.
- Сімейні фактори: Високий контроль над прийняттям рішень; особи, які самостійно роблять вибір щодо військової служби; опікуни, що висловлюють підтримку; опікуни, які висловлюють впевненість та оптимізм щодо розлуки (наприклад, "Чудово проведи час. Я знаю, що у тебе все буде чудово").
- Фактори навколишнього середовища: Низький культурний контраст (наприклад, однакова мова, подібні звичаї, звична їжа в нових умовах); фізична та емоційна безпека; кілька змін у звичному щоденному графіку; велика кількість інформації про нове місце до переїзду; відчуття прийняття на новому місці.

## Теорії подолання
Багато психологів стверджують, що дослідження причин туги за домом цінні з трьох причин. По-перше, тугу за домом відчувають мільйони людей, які проводять час поза домом (див. McCann, 1941, для раннього огляду), включаючи дітей в інтернатах,  літніх таборах  та лікарнях. 
По-друге, сильна туга за домом пов’язана зі значними переживаннями та порушеннями. Є дані про те, що люди, що сумують за домом, переживають нетравматичні фізичні захворювання значно більше, ніж їхні однолітки, що не сумують за домом.  Хлопчики та дівчатка, що сумують за домом, скаржаться на соматичні проблеми і виявляють більше проблем з поведінкою, ніж їхні однолітки, що не сумують за домом. Студенти першого курсу коледжу схильні втричі частіше кидати навчання, ніж їхні однолітки, які не сумують за домом. Інші дані вказують на концентрацію та академічні проблеми у студентів, які сумують за домом. А дезадаптація розлуки з домом була зафіксована у госпіталізованих молодих людей і, як правило, пов’язана з більш повільним одужанням. Див. Thurber & Walton (2012) для огляду.
По-третє, дізнатися більше про те, як люди справляються з тугою за домом, є корисним посібником для розробки програм лікування. Доповнюючи існуючі теорії депресії, тривоги та прив’язаності, краще теоретичне розуміння туги за домом може сформувати прикладні втручання. Серед найбільш релевантних теорій, які можуть сформувати втручання, - це ті, що стосуються вивченої безпорадності  та контролю. 
Безпорадність передбачає, що люди, у яких складеться переконання, що вони не можуть вплинути або пристосуватися до своїх обставин розлуки з домом, впадуть у депресію і робитимуть менше спроб змінити цю обставину. Теорія контролю переконань передбачає, що негативний вплив найімовірніший у осіб, які сприймають особисту некомпетентність у середовищі розлуки (наприклад, погані соціальні навички в літньому таборі чи університеті) і які сприймають непередбачувані випадки невпевнено  (наприклад, невпевненість у тому, чи буде їхня дружня поведінка завоювати друзів). Хоча це не єдині етіологічні теорії, які сповіщають про тугу за домом, зауважте, що обидві теорії залежать від контролю, сприйняття якого "відображає фундаментальну потребу людини в компетентності" (Скіннер, 1995, с. 8). Це особливо актуально для подолання, тому що вибір людини, як реагувати на стресові фактори частково залежить від сприйняття ними контролю стресу.
Не менш важливим фактором подолання є соціальний зв’язок, який для багатьох людей є протиотрутою від туги за домом. Як свідчать результати ряду досліджень, соціальний зв’язок є потужним посередником інтенсивності туги за домом. 

### Способи подолання
Найефективніший спосіб подолання туги за домом - змішаний і багатошарове Змішане подолання - це те, що включає як первинні цілі (зміна обставин), так і вторинні цілі (пристосування до обставин). Багатошарове подолання - це те, що передбачає більше одного методу. Цей складний спосіб подолання пізнається через досвід, наприклад, короткі періоди поза домом без батьків. Як приклад змішаного та багатошарового подолання, одне дослідження  показало наступні комбінації методу-мета, які є найбільш частими та ефективними способами для хлопців та дівчат:
- Робити щось цікаве (спостережуваний метод), щоб забути про тугу за домом (вторинна мета)
- Мислити позитивно і почуватись вдячним (непомітний метод), щоб почуватись краще (вторинна мета)
- Просто зміна почуттів і поглядів (непомітний метод), щоб бути щасливим (вторинна мета)
- Переосмислення часу (непомітний метод) для того, щоб сприймати час, що пройшов, як коротший (вторинна ціль)
- Поновлення зв'язку з домом за допомогою написання листів (помітний метод), щоб відчути себе ближче до дому (вторинна мета)
- Розмова з кимось (помітний метод), хто міг би надати підтримку та допомогти завести нових друзів (основна мета)

Іноді люди сприймають бажане за дійсне, намагаються домовитись про коротший термін перебування або (рідко) порушують правила або діють жорстоко, щоб їх відправили додому. Ці способи подолання рідко бувають ефективними і можуть спричинити непередбачувані негативні побічні ефекти.

## Популярна культура
Туга за сумом - головна тема фільму Бруклін (2015). Один з критиків сказав, що зображення туги за домом головної героїні "як фізичної, непримиренної реальності є дуже проникливим, і це підтверджується тим, що ми бачимо навколо неї".